# 12896 Geoffroy
12896 Geoffroy (1998 QV102) là một tiểu hành tinh nằm phía ngoài của vành đai chính được phát hiện ngày 26 tháng 8 năm 1998 bởi E. W. Elst ở Đài thiên văn Nam Âu.